# 小池健
小池 健（こいけ たけし、1968年1月26日 - ）は、日本のアニメーター、アニメ監督。山形県上山市出身。現在の立場はフリーで、マッドハウスを拠点に活動している。

## 略歴
高校3年の時に山形から6時間かけてオートバイで上京してマッドハウスの面接を受ける。高校卒業後に同社に入社してアニメーターとしての活動を始める。
川尻善昭監督の『妖獣都市』で初めて動画として作品に参加し、『MIDNIGHT EYE ゴクウⅡ』で原画デビュー。以後、『獣兵衛忍風帖』『VAMPIRE HUNTER D』等、川尻作品を中心に原画として活動する。
2000年、初めてアニメーションディレクターとキャラクターデザインを務めた実写映画『PARTY7』のオープニングで注目を集める。マッドハウスが作った海外ゲーム『AEON FLUX』のプロモーション・ムービーを見た監督の石井克人によるオファーだった。制作期間や制作費などの問題で一度は断ったが、あらためて条件を上げた上で「（小池が影響を受けた）金田伊功調でやって欲しい」というオファーが来たので引き受けることにした。それからSMAPのコンサートのアニメパート、初監督作品『TRAVA FIST PLANET』、『アニマトリックス（ワールド・レコード）』などの自分のオリジナル作品を立て続けに手掛ける。
2010年、劇場アニメ『REDLINE』で長編映画を初監督する。
2014年からは『ルパン三世』の劇場版スピンオフシリーズ『LUPIN THE IIIRD』の監督を務める。

## 人物
大胆で独特な色彩やキャラクター造形、構図などを特徴とするアニメーター。作画から、キャラクターやメカニックのデザイン、美術設定、衣装、レイアウト、絵コンテ、監督まで何でもこなせ、一人でオリジナリティのある世界観を構築できる才能の持ち主。ともに仕事をした映画監督の石井克人曰く「宮崎駿さんみたいなもの」。
映画『マトリックス』（1999年）をモチーフとしたオムニバスアニメ作品『アニマトリックス』（2003年）の中の一篇『ワールド・レコード』（監督・キャラクターデザイン・作画監督）や海外人気の高いテレビアニメ『アフロサムライ』のパイロットフイルム（監督、演出、絵コンテ、キャラクターデザイン、総作画監督）などで、海外でも名を知られた存在である。
学生時代は金田伊功の作画や天野喜孝の画集が好きで、個人的にそれを真似たような画は描いていたものの、アニメーションは全くやっていなかった。それがアニメ業界に入ったのは、就職をどうしようかと考えていた時に映画『幻魔大戦』が公開され、それを制作したマッドハウスで募集があったことがきっかけだった。映画に小池が憧れていた金田伊功、森本晃司、なかむらたかしといったアニメーターたちが参加していたのと、描く絵のファンだった川尻善昭がマッドハウスに所属していたという両方の理由で面接を受けることにした。
子供の頃から絵を描くのが好きだったこともあり、アニメ自体はずっと観ていた。当時、『宇宙戦艦ヤマト』や『機動戦士ガンダム』のブームでアニメーターという職種がメジャーになってきた頃で、そういう職業があることも知っていてもともと憧れてはいたという。作品としては『無敵超人ザンボット3』や『無敵鋼人ダイターン3』、『劇場版 銀河鉄道999』などがすごく好きだった。特に『999』に関しては作品全体が好きだったが、調べていくうちに印象に残っている部分が金田の仕事だと知り、アニメーターでもそのアニメーター独自の表情づけや独特の演技づけなどの演出的な事ができるという事に驚き、興味を持ったという。
マッドハウス時代の師匠は『妖獣都市』（1987年）や『獣兵衛忍風帖』（1993）、『VAMPIRE HUNTER D』（2001）などで世界的に知られる川尻善昭である。マッドハウスに入ってすぐに川尻の監督する『走る男』（オムニバス映画『迷宮物語』の一篇）に参加し、動画から始まって川尻監督作品にどっぷり浸かりながら作画の勉強をした。その後、作品作りが面白くなり、画を描くだけではなく、いずれは演出的な事をやっていきたいという気持ちを持ちながらアニメーターをやっていた。
マッドハウスに在籍中に2回ほど社外の仕事をしたが、そのうちの一本『ジャイアントロボ THE ANIMATION -地球が静止する日』は自分の意思で参加した。一番の要因は、キャラ作監だった山下明彦に憧れていたからで、画面をアニメーター的にではなく、むしろ演出的に消化して作っているところを勉強したいと思って自ら志願した。
『LUPIN THE IIIRD 次元大介の墓標』の制作にあたり、「僕らが子供の頃に出会った『ルパン三世 (TV第1シリーズ)』とか『ルパン三世 ルパンVS複製人間』は、大人ペースなアニメーションだったんですよ。だから、ああいう雰囲気のルパンにもう一回戻れないものかと探っていったことが、原点回帰に繋がっていきました。」とコメントしている。

## 参加作品

### テレビアニメ
- ジャングル大帝 (1989年) 原画
- YAWARA! (1989年) 原画
- 真・孔雀王 (1994年) キャラクターデザイン（共同）
- D・N・A² 〜何処かで失くしたあいつのアイツ〜(TV版) (1994年) メカニックデザイン
- 鉄腕バーディー (1996年) 原画
- カードキャプターさくら (1998年) 原画
- 十兵衛ちゃん-ラブリー眼帯の秘密- (1999年) 原画、作画監督
- 風まかせ月影蘭 (2000年) 原画
- 陽だまりの樹 (2000年) 原画
- はじめの一歩 THE FIGHTING! (2000年) 原画
- サムライチャンプルー (2004年) OP作画、原画
- TEXHNOLYZE (2004年) 原画(1話)
- アイアンマン (2010年) メカニックデザイン、原画
- LUPIN the Third -峰不二子という女- (2012年) キャラクターデザイン、作画監督
- 神様はじめました (2012年) 原画
- 残響のテロル (2014年) ED絵コンテ・演出・作画
- どろろ（2019年）第１クールOP絵コンテ・演出・作画監督
- グレンダイザーU (2024年) 原画

### OVA
- 妖獣都市（1987年）動画
- 魔界都市〈新宿〉（1988年）動画チェック(共同)
- 悪魔の花嫁 蘭の組曲 (1988年) 動画チェック(共同)
- 銀河英雄伝説 (1988年) 原画
- MIDNIGHT EYE ゴクウ (1989年) 動画チェック　原画
- MIDNIGHT EYE ゴクウⅡ (1989年) 原画
- 電脳都市OEDO808 (1990年) メカ作画監督
- 敵は海賊～猫たちの饗宴～ (1990年) 原画
- NINETEEN 19 (1990年) 原画
- 帝都物語 (1991年) 作画監督補佐、原画
- ジャイアントロボ THE ANIMATION -地球が静止する日 (1992年) 原画
- POPS (1993年) 原画
- THE COCKPIT (1993年) 原画
- ダークサイド・ブルース (1994年) 原画
- 真・孔雀王 (1994年) キャラクターデザイン、原画
- おいら宇宙の探鉱夫 (1994年) OP、EDアニメーション
- バイオ・ハンター （1995年) 原画
- D・N・A² 〜何処かで失くしたあいつのアイツ〜(OVA版) (1995年) メカニックデザイン
- 鉄腕バーディー （1996年) 原画
- TRAVA FIST PLANET (2002年) 監督（共同）、アニメーションディレクター、キャラクターデザイン
- アニマトリックス ワールド・レコード (2003年) 監督、キャラクターデザイン

### Webアニメ
- Yasuke -ヤスケ- (2021年、Netflix) キャラクターデザイン
- LUPIN THE IIIRD 銭形と2人のルパン（2025年、Prime Videoほか） 監督

### 劇場アニメ
- チロヌップのきつね (1987年) 動画
- 銀河英雄伝説 わが征くは星の大海 (1988年) 動画検査
- 風の名はアムネジア (1990年) 原画
- うる星やつら いつだってマイ・ダーリン (1991年) 原画
- 帝都物語 (1991年) 作画監督補佐、原画
- 獣兵衛忍風帖 (1993年) 原画
- CLAMP IN WONDERLAND (1994年) 原画
- MEMORIES EPISODE2 最臭兵器 (1995年) 原画
- X -エックス- (1996年) 原画
- 劇場版 カードキャプターさくら (1999年) 原画
- 劇場版 カードキャプターさくら 封印されたカード (2000年) 原画
- BLOOD THE LAST VAMPIRE (2000年) 原画
- バンパイアハンターD (2001年) 設定デザイン、原画
- WXIII 機動警察パトレイバー (2002年) 原画
- DEAD LEAVES (2004年) 原画
- TRIGUN Badlands Rumble (2010年) 原画
- REDLINE (2010年) 監督
- LUPIN THE IIIRDシリーズ 監督
  - LUPIN THE IIIRD 次元大介の墓標（2014年）監督、演出、キャラクターデザイン、メカニックデザイン、作画監督[8]
  - LUPIN THE IIIRD 血煙の石川五ェ門（2017年）監督、演出、キャラクターデザイン、メカニックデザイン、作画監督
  - LUPIN THE IIIRD 峰不二子の嘘（2019年）監督、演出、キャラクターデザイン、メカニックデザイン、作画監督
  - LUPIN THE IIIRD THE MOVIE 不死身の血族（2025年）監督
- それいけ!アンパンマン りんごぼうやとみんなの願い（2014年）原画
- バケモノの子（2015年）原画

### 実写映画
- PARTY7 オープニングアニメーション (2000年) アニメーションディレクター、キャラクターデザイン
- 茶の味 (2004年) アニメーションディレクター
- ナイスの森〜The First Contact〜 (2006年) アニメーションディレクター
- スマグラー -おまえの未来を運べ- (2011年) CG原画制作
- トラベラーズ 次元警察 (2013年) メカデザイン

### その他
- Aeon Flux CD-ROM プロモーション (1996年) 原画
- SMAPコンサート アニメパート (2000年) アニメーションディレクター、キャラクターデザイン
- ガングレイヴ (ゲーム版)(2002年) モーションイメージプラン
- アフロ侍 パイロットフィルム (2003年) 監督、演出、絵コンテ、キャラクターデザイン、総作画監督
- DREAMS COME TRUE 「やさしいキスをして」 (2004年)  ジャケットイラスト
- SmaSTATION-3 スマアニメ 「LOVEケータイ？」、「LOVEジーンズ？」、「LOVEかゆみ？」 (2004年) 監督、キャラクターデザイン
- Before Crisis ファイナルファンタジーVII プロモーション用アニメ (2004年) 原画
- パチスロ・不二子〜100億$の女神〜 (2012年・オリンピア) パネルデザイン